# Roy E. Ayers
Roy Elmer Ayers, född 9 november 1882 nära Lewistown i Montanaterritoriet, död 23 maj 1955 i Lewistown i Montana, var en amerikansk demokratisk politiker. Han var ledamot av USA:s representanthus 1933–1937 och Montanas guvernör 1937–1941.
Ayers avlade 1903 juristexamen vid Valparaiso College i Indiana. Därefter var han verksam som ranchägare och advokat i Montana. Inför presidentvalet 1920 var han en av delegaterna från Montana till demokraternas konvent. Från januari till november 1922 tjänstgjorde han som domare i Montanas högsta domstol.
Ayers efterträdde 1933 Scott Leavitt som kongressledamot och efterträddes 1937 av James F. O'Connor. Därefter efterträdde han Elmer Holt som guvernör och efterträddes 1941 av Sam Ford. Han deltog igen i demokraternas konvent inför presidentvalet 1940. År 1955 avled Ayers och gravsattes i Lewistown.